# Єфтені Віктор Михайлович
Віктор Михайлович Єфтені (2 лютого 1973, с. Бешгіоз) — радянський і український спортсмен; Майстер спорту України міжнародного класу (1993).

## Біографія
Народився 2 лютого 1973 року в селі Бешгіоз Чадир-Лунзького району Молдавської РСР, нині Гагаузії.
Займаючись боротьбою, тренувався в Молдавській РСР у Савелія Кіорогло. Потім переїхав в Україну і з 1992 року займався у Гната Грека. Виступав за команду спортивного товариства «Динамо» (Одеса) у ваговій категорії до 48 кг.
Як юніор був призером (1990, Ленінград) і переможцем (1991, Чебоксари) першостей СРСР. У 1992 році став бронзовим призером чемпіонату СНД з вільної боротьби. Був шестиразовим чемпіоном України у 1991—1997 роках. Ставав срібним призером Ігор доброї волі (1994, Санкт-Петербург). Був учасником XXVI Олімпійських ігор (1996, Атланта); чемпіоном (1996, Будапешт) і бронзовим призером (1993, Стамбул; 1994, Рим; 1995, Фрібур) першостей Європи.
У 2009 році закінчив Південноукраїнський національний педагогічний університет в Одесі. Працював тренером-викладачем одеської СДЮСШОР-14.